# Kerstin Sahlin
Kerstin Sahlin, tidigare Sahlin-Andersson, född 15 augusti 1954, är en svensk civilekonom. Hon är professor i företagsekonomi, tidigare prorektor vid Uppsala universitet. Hon är dotter till bergsingenjören Peter Sahlin och gymnastikdirektören Ingrid Sahlin, född Hadenius, och sonsons sondotter till rektorn för Uppsala universitet, professor Carl Yngve Sahlin.

## Biografi
Kerstin Sahlin var prorektor för Uppsala universitet mellan den 1 juli 2006 och 30 december 2011. Hon är professor i företagsekonomi, särskilt offentlig organisation, vid Uppsala universitet sedan år 2000 och var dessförinnan professor vid Stockholms universitet samt föreståndare för Stockholms centrum för forskning om offentlig sektor (SCORE). 
Sahlin disputerade vid Umeå universitet och var under många år verksam vid Handelshögskolan i Stockholm. Hon har också varit gästforskare vid bland annat Stanforduniversitetet i USA. Hon har skrivit ett stort antal böcker och artiklar, huvudsakligen om reformer och ledning i offentlig sektor, projektledning, samt utvecklingen av globala standarder och regelsystem. 
Sahlin har haft flera förtroendeuppdrag vid Vetenskapsrådet, European Science Foundation och en rad andra internationella vetenskapliga sammanslutningar. Hon är ledamot av Kungl. Vitterhetsakademien, Kungl. Vetenskapssocieteten i Uppsala, Kungliga Vetenskapssamhället i Uppsala, Ingenjörsvetenskapsakademien (sedan 2010) och Kungliga Vetenskapsakademien (sedan 2012). Kerstin Sahlin är hedersledamot av Stockholms nation och Östgöta nation i Uppsala, där hon också var inspektor. Sedan juli 2018 är hon Vetenskapsakademiens 3:e vice preses.